# Minna von Barnhelm
Minna von Barnhelm, o La fortuna del Soldato è una commedia in cinque atti scritta nel 1763 da Gotthold Ephraim Lessing. Rappresentata nel 1767 ad Amburgo, è uno dei rari esempi di commedia tedesca, e prende spunti da eventi della realtà contingente all'epoca di Lessing: in particolare dalla guerra dei Sette anni tra sassoni e prussiani.

## Trama

### Antefatto
Alla fine della guerra dei Sette anni, gli sconfitti Sassoni non riescono a pagare il forte tributo di guerra che devono agli avversari del Regno di Prussia. L'ufficiale alleato (originario della Curlandia) incaricato della riscossione di questo tributo, il Maggiore Tellheim, in uno slancio di generosità, decide di anticipare di tasca sua il debito dei nemici: questo gesto ha portato una gentildonna sassone, la quasi ventenne Minna von Barnhelm, a innamorarsi - ricambiata - di lui. La guerra li separa però molto presto: e temendo per la vita del fidanzato, Minna decide di andare a cercarlo a Berlino. Intanto il Maggiore naviga in cattive acque: rimasto invalido per una ferita di guerra, a causa del suo atto onorevole è stato sospettato di corruzione dal Ministro della Guerra, e perciò è stato congedato.

### Intreccio
La vicenda ha luogo in una locanda in cui il Maggiore Tellheim ha trovato alloggio: all'inizio della storia (che si svolge nell'arco di un giorno, esattamente il 23 agosto 1763), l'oste ha costretto l'ufficiale e il suo nuovo servitore, Just, a cambiare stanza per ospitare in maniera degna una giovane gentildonna. Mentre Just, impulsivo e affezionato al suo padrone, si lamenta di quello che ritiene un'offesa, il Maggiore non fa problemi, anzi, la signora deve rimanere in quella che era la sua camera. L'ufficiale, infatti, è davvero un "cavaliere": è generoso e altruista, e lo dimostra in seguito rinunciando ai soldi che la vedova di un suo creditore gli intende restituire. Ma questo va a discapito della sua situazione finanziaria: per questo Just, per pagare i debiti presso la locanda, decide di impegnare un anello del suo padrone.
L'oste, però, non sa che l'anello era stato regalato al Maggiore dalla sua innamorata, la quale alloggia nella stessa locanda. Minna von Barnhelm, infatti, è arrivata in Prussia, accompagnata dalla cameriera Franciska, sua amica e coetanea, e mentre viaggiava alla ricerca di Tellheim, ha trovato alloggio proprio lì. Casualmente, è lei la giovane signora a cui il Maggiore è stato costretto a cedere la propria stanza. Venendo a sapere di questa notizia, Minna si riprende l'anello, paga tutti i debiti dell'innamorato, felicissima di averlo ritrovato. Ma il Maggiore, pur felice di rivederla e pur amandola profondamente, decide di rinunciare a lei. Non se ne sente più degno, per una mera questione d'onore: come potrebbe infatti una donna nobile, ricca, felice e realizzata come Minna von Barnhelm, amare ancora un reduce ferito e squattrinato come lui, che potrebbe ormai offrirle solo il suo amore? E mentre Franciska inizia ad affezionarsi al sergente Werner, un sottoposto del maggiore in partenza per la Persia, Minna, aiutata dalla sua serva, inizia il suo piano di riconquista.
Franciska, per ordine della sua padrona, fa infatti credere al Maggiore che Minna sia stata diseredata da suo zio, il conte von Bruchsall, a causa della sua relazione con lui: l'ufficiale, sentendo Minna dire le stesse cose che le ha detto lui, capisce lo sbaglio che sta per fare e smette di autocommiserarsi per aiutare la fidanzata che crede ormai perduta. I due perciò si riconciliano. Nel frattempo, incredibilmente, giunge la lettera di riabilitazione del Maggiore, firmata dal re: inoltre la cambiale gli viene rimborsata. Ma nello stesso momento, si viene a sapere che la ragazza ha recuperato l'anello impegnato dal Maggiore: convinto che si tratti di un modo per lasciarlo, l'ufficiale pensa di anticipare la fidanzata. L'imminente arrivo del Conte von Bruchsall (che in realtà ha già dato il suo consenso al fidanzamento) placa però la sua ira e dà avvio alla pacificazione generale. Minna e Tellheim si fidanzano ufficialmente e col beneplacito del Conte: nello stesso tempo, Franciska chiede al sergente Werner di sposarlo, e questi accetta.

## Edizioni
- Gotthold Ephraim Lessing, Minna von Barnhelm, collana Letteratura Universale, Marsilio, 2004,  p. 288, ISBN 88-317-6356-3.